# TCG (album)
TCG è il secondo album in studio del gruppo pop statunitense The Cheetah Girls, pubblicato nel 2007.

## Tracce
1. Fuego – 3:28
2. Uh Oh – 3:15
3. Human – 3:54
4. So Bring It On – 3:00
5. Break Out This Box – 3:51
6. Crash – 3:36
7. Do No Wrong – 3:26
8. All in Me – 3:28
9. Off the Wall – 3:48
10. Who We Are – 3:04
11. Homesick – 3:29

## Formazione
Gruppo
- Adrienne Bailon - voce, cori
- Sabrina Bryan - voce, cori
- Kiely Williams - voce, cori

Musicisti
- Ron "Neff U" Feemster - tastiere, basso
- Tim Pierce - chitarra
- Bob Horn - chitarra
- Paul Palmer - chitarra
- Kevin Kadish - chitarra